# Doeschka Meijsing
Maria Johanna Meijsing (21 octobre 1947 – 30 janvier 2012) fut une romancière néerlandaise. Elle obtint le prix AKO de littérature en 2000 pour son roman De tweede man (litt: Le deuxième homme), et en 2008 le prix Ferdinand Bordewijk pour Over de liefde(litt: Sur l'amour). Elle était la sœur ainée de l’écrivain Geerten Meijsing et de la philosophe Monica Meijsing.

## Biographie
Meijsing naquit à Eindhoven le 21 octobre 1947. Ses parents déménagèrent à Harlem alors qu’elle avait trois ans. Elle étudia la langue néerlandaise et fit des études littéraires à l’Université d’Amsterdam. Elle enseigna ensuite à l’école secondaire Saint-Ignace de 1971 à 1976 avant de devenir assistante scientifique à l’Institut pour les études néerlandaises de l’Université d’Amsterdam jusqu’en 1978. Cette année-là, elle devint rédactrice-en-chef de la revue néerlandaise Vrij Nederland, puis, en 1989, la rédactrice littéraire de la revue Elsevier.  
Elle vécut à Amsterdam-sud et devait s’éteindre à l’âge de 64 ans de complications liées à une intervention chirurgicale. 

## Œuvre
À partir de 1969, Meijsing publia divers textes dans la revue Podium, puis dans De Revisor, une revue littéraire qui donna le ton à la vie littéraire néerlandaise des années 1980. 
Elle publia en 1974 sa première collection de nouvelles intitulée De hanen en andere verhalen (litt : Les coqs et autres nouvelles).  Les conférences qu’elle donna à l’Université de Groningue ont été publiées sous le titre Hoe verliefd is de toeschouwer ? (litt : Comment le spectateur est-il amoureux ?) en 1988. Elle écrivit également de la poésie  comme Paard Heer Mantel (litt : Cheval, homme, manteau) qui parut en 1986. En 1997, elle se vit remettre le prix littéraire Opzij, alors appelé le prix Annie Romein.
Les principaux thèmes de son œuvre sont la relation entre l’imagination et la réalité, la fascination pour une personne admirée et partant la jalousie qui en découle ainsi que le temps. Ses personnages principaux sont des inadaptés qui s’échappent dans le royaume de la fantaisie.
Meijsing était lesbienne et eut plusieurs relations avec d’autres femmes. Son dernier roman, Over de liefde , paru en 2008 et qui lui valut le prix AKO de littérature, le prix F. Bordewijk et le prix Opzij de littérature, fut inspiré par sa relation avec Xandra Schutte, laquelle se termina lorsque cette dernière abandonna Meijsing pour quelqu’un d’autre.

## Publications
- 1974 – De hanen en andere verhalen

- 1976 – Robinson

- 1977 – De kat achterna

- 1980 – Tijger, tijger!

- 1982 – Utopia of De geschiedenissen van Thomas

- 1982 – Zwaluwen en Augustein

- 1985 – Ik ben niet in Haarlem geboren

- 1986 – Paard Heer Mantel

- 1987 – Beer en Jager

- 1988 – Hoe verliefd is de toeschouwer?

- 1990 – De beproeving

- 1992 – Vuur en zijde

- 1994 – Beste vriend

- 1996 – De angstige waakhond

- 1996 – De weg naar Caviano

- 2000 – De tweede man

- 2002 – 100% chemie

- 2005 – Moord en doodslag

- 2008 – Over de liefde

## Œuvres traduites en français
- L’Ours et le Chasseur [« Beer en jager »], ill. de Johan De Moor, trad. de Xavier Hanotte, Blandain (Tournai), Belgique, Estuaire, 2005, 90 p.  (ISBN 2-87443-012-9).

- 100% chimique. Une chronique familiale [« 100% chemie »], trad. de Charles Franken, Bordeaux/Paris, France, Éditions Le Castor Astral, coll. « Escales des Lettres », 2007, 200 p.  (ISBN 978-2-85920-706-9).

## Article relié
- Geerten Meijsing